# Tân Hợp, Tân Kỳ
Tân Hợp là một xã thuộc huyện Tân Kỳ, tỉnh Nghệ An, Việt Nam.
Xã Tân Hợp có diện tích 66,96 km², dân số năm 1999 là 1100 người, mật độ dân số đạt 48 người/km².